# Waldschutzgebiet San Matías – San Carlos
Das Waldschutzgebiet San Matías – San Carlos (span. Bosque de Protección de San Matías – San Carlos – BPSMSC) befindet sich in der Region Pasco in Zentral-Peru. Das Schutzgebiet wurde am 20. März 1987 eingerichtet. Die staatliche Naturschutz-Agentur Servicio Nacional de Areas Naturales Protegidas por el Estado (SERNANP) ist die für das Schutzgebiet zuständige Behörde. Das Waldschutzgebiet besitzt eine Größe von 1458,18 km². Es dient der Erhaltung des tropischen Nebelwaldes in den vorandinen Höhenkämmen und damit einem Ökosystem endemischer und bedrohter Pflanzen- und Tierarten. Es wird in der IUCN-Kategorie VI als ein Schutzgebiet geführt, dessen Management der nachhaltigen Nutzung natürlicher Ökosysteme und Lebensräume dient. Es bildet das Siedlungsgebiet der indigenen Völker der Asháninka und Yanesha.

## Lage
Das Waldschutzgebiet erstreckt sich über die Höhenzüge Cordillera San Matías und Cordillera San Carlos die südzentral in der Provinz Oxapampa verlaufen und im Süden eine maximale Höhe von etwa 2080 m erreichen. Das Areal liegt in den Distrikten Huancabamba, Puerto Bermúdez und Villa Rica in der Provinz Oxapampa. Es wird hauptsächlich von den Flüssen Río Pichis und Río Palcazú entwässert. Die Nationalstraße 5N (Villa Rica–Ciudad Constitución) durchquert das Gebiet.

## Ökosystem
Im Waldschutzgebiet kommen folgende Säugetierarten vor: der Riesenotter (Pteronura brasiliensis), der Brillenbär (Tremarctos ornatus), der Flachlandtapir (Tapirus terrestris), der Puma (Panthera onca), das Halsbandpekari (Pecari tajacu), das Weißbartpekari (Tayassu pecari), der Großmazama (Mazama americana), der Braune Wollaffe (Lagothrix lagotricha) und das Paka (Cuniculus paca). Zur Vogelwelt in dem Gebiet gehören der Andenfelsenhahn (Rupicola peruviana), der Würgadler (Morphnus guianensis), der Derby-Arassari (Aulacorhynchus derbianus) und der Amazonashokko (Mitu tuberosum). Zur Flora gehören das Amerikanische Mahagoni (Swietenia macrophylla), Cedrelinga cateniformis, die Anden-Walnuss (Juglans neotropica), die Westindische Zedrele (Cedrela odorata) und die Katzenkralle (Uncaria tomentosa).

## Bilder von im Schutzgebiet vorkommenden Tieren

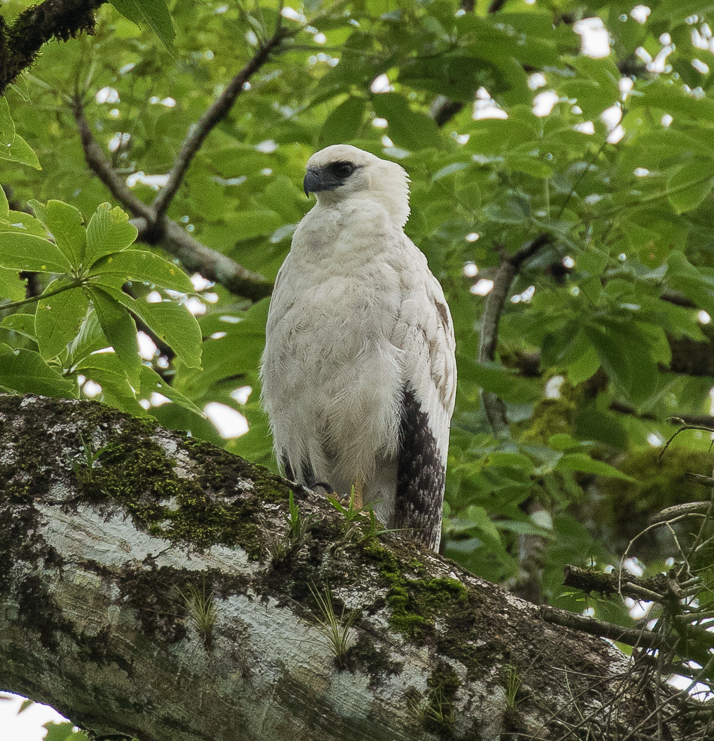
Würgadler
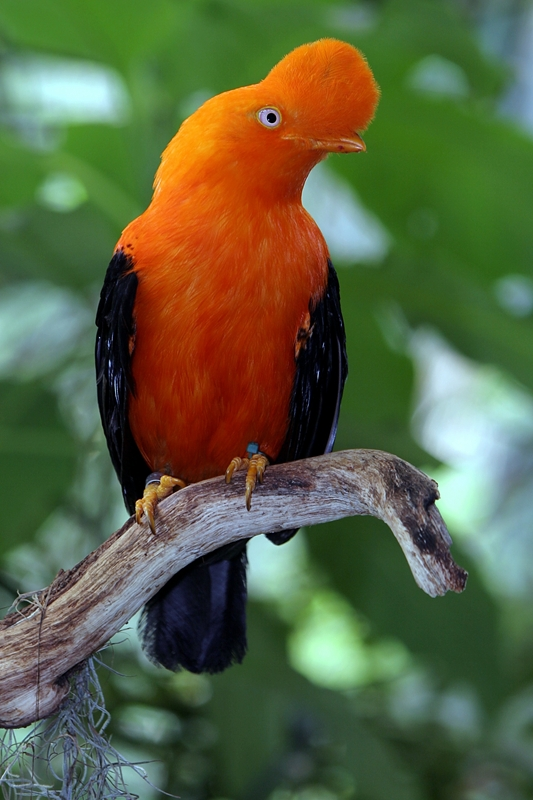
Andenfelsenhahn
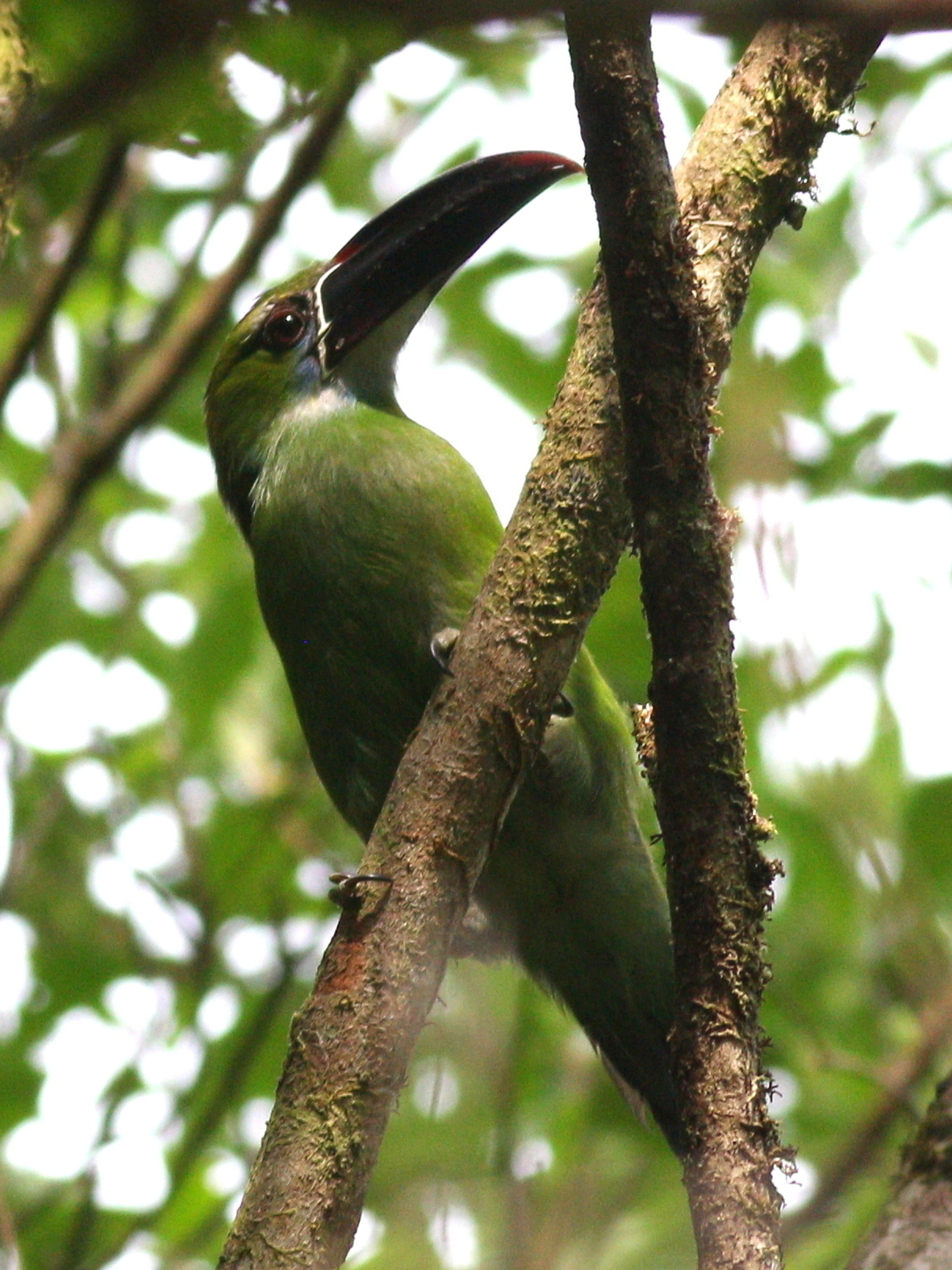
Derby-Arassari